# Eleccions legislatives estonianes de 2011
Les eleccions legislatives estonianes de 2011 es van celebrar a Estònia el 6 de març, convocades pel president Toomas Hendrik Ilves. Aquestes eleccions van ser les primeres a Europa en tenir una àmplia intervenció del vot electrònic, el qual es va poder efectuar des del 24 de febrer fins al 6 de març.

## Resultats
|                         |                                            |         |       |          |     |  |  |  |
| Partit                  | Partit                                     | Vots    | %     | Escons   | +/- |  |  |  |
|                         | Partit Reformista Estonià (ERE)            | 164.255 | 28,56 | 33 / 101 | 2   |  |  |  |
|                         | Partit del Centre (EKE)                    | 134.124 | 23,32 | 26 / 101 | 3   |  |  |  |
|                         | Unió Pro Pàtria i Res Pública (IRL)        | 118.023 | 20,52 | 23 / 101 | 4   |  |  |  |
|                         | Partit Socialdemòcrata (SDE)               | 98.307  | 17,09 | 19 / 101 | 9   |  |  |  |
|                         | Verds Estonians (EER)                      | 21.824  | 3,79  | 0 / 101  | 6   |  |  |  |
|                         | Unió del Poble Estonià (ERL)               | 12.184  | 2,12  | 0 / 101  | 6   |  |  |  |
|                         | Partit Rus d'Estònia (VEE)                 | 5.029   | 0,87  | 0 / 101  | =   |  |  |  |
|                         | Partit dels Democristians Estonians (EKD)  | 2.934   | 0,51  | 0 / 101  | =   |  |  |  |
|                         | Partit de la Independència Estoniana (EIP) | 2.571   | 0,45  | 0 / 101  | =   |  |  |  |
|                         | Independents                               | 15.882  | 2,76  | 0 / 101  | =   |  |  |  |
|                         |                                            |         |       |          |     |  |  |  |
| Vots vàlids             | Vots vàlids                                | 575.133 | 99,12 |          |     |  |  |  |
| Vots blancs i nuls      | Vots blancs i nuls                         | 5.131   | 0,88  |          |     |  |  |  |
| Total                   | Total                                      | 580.264 | 100   | 101      | =   |  |  |  |
| Abstenció               | Abstenció                                  | 333.082 | 36,47 |          |     |  |  |  |
| Inscrits / participació | Inscrits / participació                    | 913.346 | 63,53 |          |     |  |  |  |